# Katharina Konradi
Katharina Konradi je operní a koncertní zpěvačka se sopránovým hlasem. Pochází z Kyrgyzstánu, ale dlouhá léta působí v Německu.

## Život a působení
Vyrostla v Kyrgyzstánu, jejím mateřským jazykem je ruština. Ve svých patnácti letech přišla do Hamburku, kde vystudovala střední školu a chodila na hodiny zpěvu ke Katje Piweck. Od roku 2009 do ukončení bakalářského studia v roce 2013 studovala zpěv u Julie Kaufmann, současnou píseň u Axela Bauniho a design písní u Erica Schneidera na Berlínské univerzitě umění. Od října 2014 do dokončení magisterského studia v červenci 2016 studovala zpěv u Christiane Iven a design písní u Donalda Sulzena na Mnichovské univerzitě hudby a divadla. Hudební vzdělání završila na mistrovských kurzech u Helmuta Deutsch a Klesie Kelly-Moog. První angažmá měla od léta 2013 v Mnichovské komorní opeře a v sezóně 2014/2015 v divadle Theater Hof, kde debutovala jako Anne Frank v monoopeře Deník Anny Frankové od Grigori Frida.
V letech 2015 až 2018 byla členkou souboru Hesenského státního divadla Wiesbaden, kde zpívala větší party lyrického sopránu. Po svém debutu v Hamburku jako Ännchen v Čarostřelci (Freischütz) v roce 2017, byla v roce 2018 angažována jako sólistka Státní opery Hamburk. V tomto roce se také poprvé objevila v Semperoper Dresden jako Zdenka v opeře Arabella. Na festivalu v Bayreuthu se poprvé objevila v létě 2019 jako mladý pastýř v Tannhäuseru a jako květinářka v Parsifalu.
V březnu 2019 ji uvedl Rolando Villazón na televizi Arte v rámci pořadu Hvězdy zítřka (Stars von morgen).
V Česku zpívala při novoročním koncertu 2022 České filharmonie ve Dvořákově síni Rudolfina v Praze (dirigent: Manfred Honeck).
Jako interpretka uměleckých písní má spolu s klavíristou Ericem Schneider široký repertoár od vídeňské vážné hudby až po hudbu soudobou. V londýnské Wigmore Hall debutovala v roce 2020 s klavíristou Josephem Middletonem. Její CD, která vyšla v letech 2018 a 2021, jsou celá věnována písňovému umění.
Se svým manželem, pianistou Rolandem Viewegem, žije v obci Dötlingen ve spolkové zemi Dolní Sasko.

## Koncerty
Je vyhledávaným hudebním partnerem na koncertních pódiích. Koncerty ji zavedly do NDR Elbphilharmonie Orchester, Orchester de Paris, Tonhalle Orchester Zürich, symfonických orchestrů MDR-Sinfonieorchester a Symphonieorchester des Bayerischen Rundfunks, Deutsche Kammerphilharmonie Bremen, Akademie für Alte Musik Berlin, Balthasar Neumann Ensemble a Česká filharmonie. Zpívá pod dirigenty jako Thomas Hengelbrock, Manfred Honeck, Paavo Järvi, Kent Nagano, Daniel Harding a Gustavo Dudamel.

## Ocenění
- Získala cenu v soutěži Deutscher Musikwettbewerb (2016),[10] kterou od roku 1975 každoročně pořádá Deutscher Musikrat

## Diskografie
- Gedankenverloren. Debüt-CD s písněmi od Schuberta, Trojahna, Debussyho, Boulangera, Rachmaninova, Krenka, Laitmana, Strausse. Klavír: Gerold Huber. Vydal: Genuin 2018.
- Liebende. CD s písněmi od Strausse, Mozarta a Schuberta. Klavír: Daniel Heide. Vydal: CAvi-Music, 2021.